# Wutthichai Marom
Wutthichai Marom (thailändisch วุฒิชัย มารมย์, * 24. August 1994 in Nong Bua Lamphu) ist ein thailändischer Fußballspieler.

## Karriere
Wutthichai Marom stand bis 2021 beim Udon United FC, der bis 2019 UD Nonghan FC hieß,  unter Vertrag. Wo er vorher gespielt hat, ist unbekannt. Der Verein spielte in der Saison 2020/21 in der dritten thailändischen Liga, der Thai League 3. Hier trat der Verein in der North/Eastern Region an. Am Ende der Saison wurde er mit dem Verein Meister der Region. In den Aufstiegsspielen konnte man sich nicht durchsetzen und man verblieb in der dritten Liga. Zur Saison 2021/22 wechselte er zum Zweitligisten Lampang FC. Sein Zweitligadebüt für den Verein aus Lampang gab Wutthichai Marom am 4. September 2021 (1. Spieltag) im Heimspiel gegen den Zweitligaaufsteiger Muangkan United FC. Hier stand er in der Startelf und spielte die kompletten 90. Minuten. Das Spiel endete 1:1. Nach insgesamt 43 Ligaspielen wechselte er im Dezember 2022 zum Ligakonkurrenten Nongbua Pitchaya FC. Am Ende der Saison 2022/23 musste er mit Nongbua als Tabellenvorletzter den Weg in die Zweitklassigkeit antreten. Am Ende der Saison 2023/24 wurde er mit dem Klub Vizemeister und stieg direkt wieder in die erste Liga auf. Am Ende der Saison 2024/25 belegte er mit Nongbua den 14. Tabellenplatz und musste somit in die zweite Liga absteigen.

## Erfolge
Udon United FC
- Thai League 3 – North/East: 2020/21

Nongbua Pitchaya FC
- Thailändischer Zweitligameister: 2023/24  ▲

## Sonstiges
Wutthichai Marom ist der Bruder von Isariya Marom.